# نومی اشمیت
نومی اشمیت (انگلیسی: Noémie Schmidt؛ زادهٔ ۱۸ نوامبر ۱۹۹۰) بازیگر اهل سوئیس است. وی از سال ۲۰۱۲ میلادی تاکنون مشغول فعالیت بوده‌است.